# IC 4965
IC 4965是一個螺旋星系，位於孔雀座，距離地球約7億6,700萬光年。IC 4965直徑為1角分。
洛伊爾·哈伍德·弗羅斯特於1904年5月17日首次發現IC 4965。